# Chascacocolius cacicirostris
Chascacocolius cacicirostris — викопний вид чепігоподібних птахів вимерлої родини (Coliiformes). Існував у Європі у ранньому еоцені (48 млн років тому). Скам'янілі рештки знайдені у Массельському кар'єрі в Німеччині. Описаний з решток черепа та хребта.